# Roman Kosmala
Roman Józef Kosmala (ur. 11 grudnia 1948 w Poznaniu) – polski artysta rzeźbiarz, malarz, rysownik, pedagog. Był prezydentem Wielkopolskiego Związku Artystów Rzeźbiarzy.

## Życiorys
- 1968 – Technikum Chemiczne im Marii Curie-Skłodowskiej w Poznaniu
- 1972 – Uniwersytet im. A. Mickiewicza w Poznaniu – Wydział Biologii i Nauk o Ziemi[1]
- Państwowa Wyższa Szkoła Sztuk Plastycznych w Poznaniu
  - 1991 – Wydział Wychowania Plastycznego – dyplom z wyróżnieniem
  - 1993 – Wydział Malarstwa, Grafiki i Rzeźby – Pracownia prof. Józefa Petruka - dyplom z wyróżnieniem
- 1993–1998 – nauczyciel biologii i rzeźbiarstwa w Liceum Plastycznym im. Piotra Potworowskiego w Poznaniu[2]

## Ważniejsze realizacje
- 1995

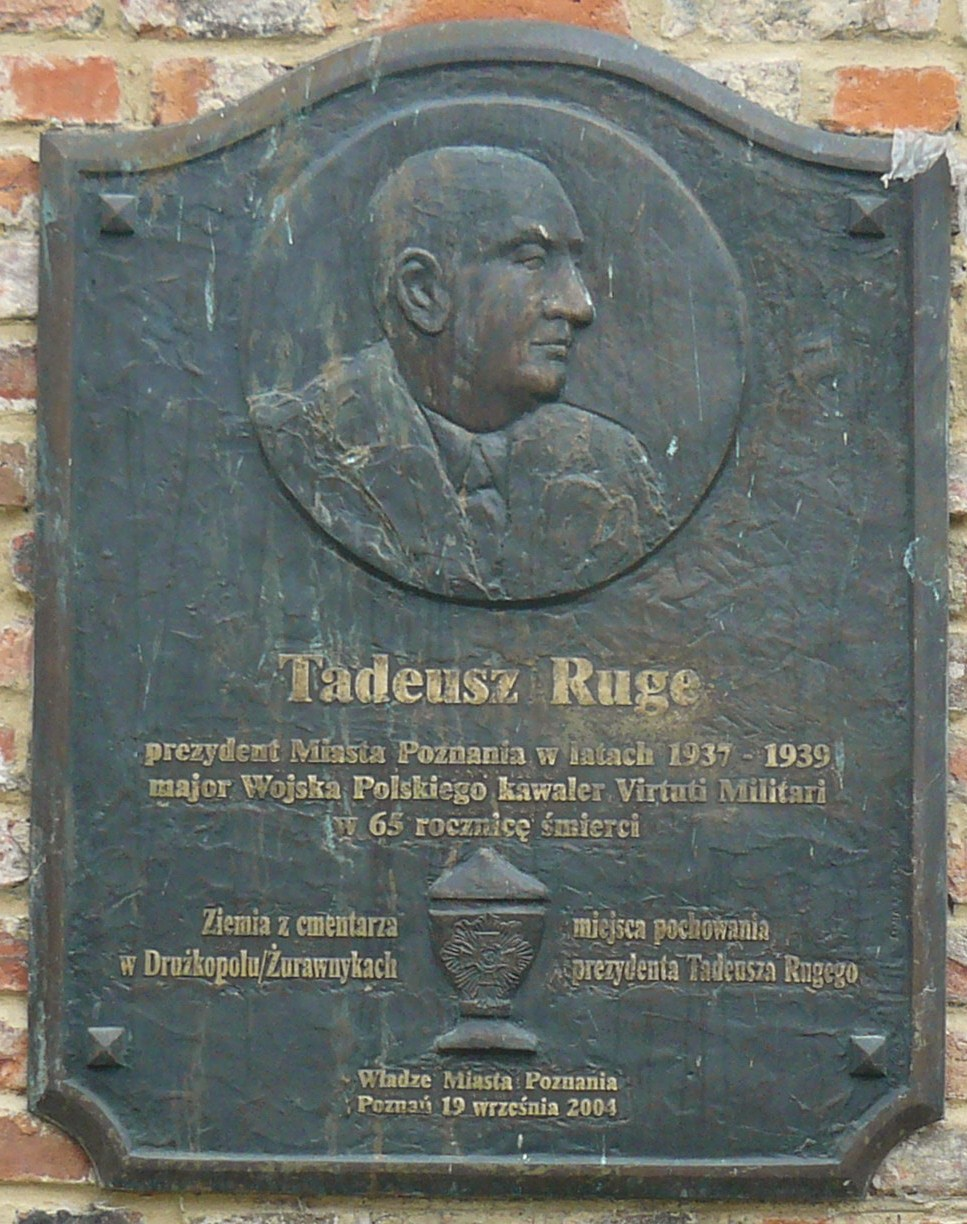
Tablica Tadeusza Ruge, Cmentarz Zasłużonych Wielkopolan

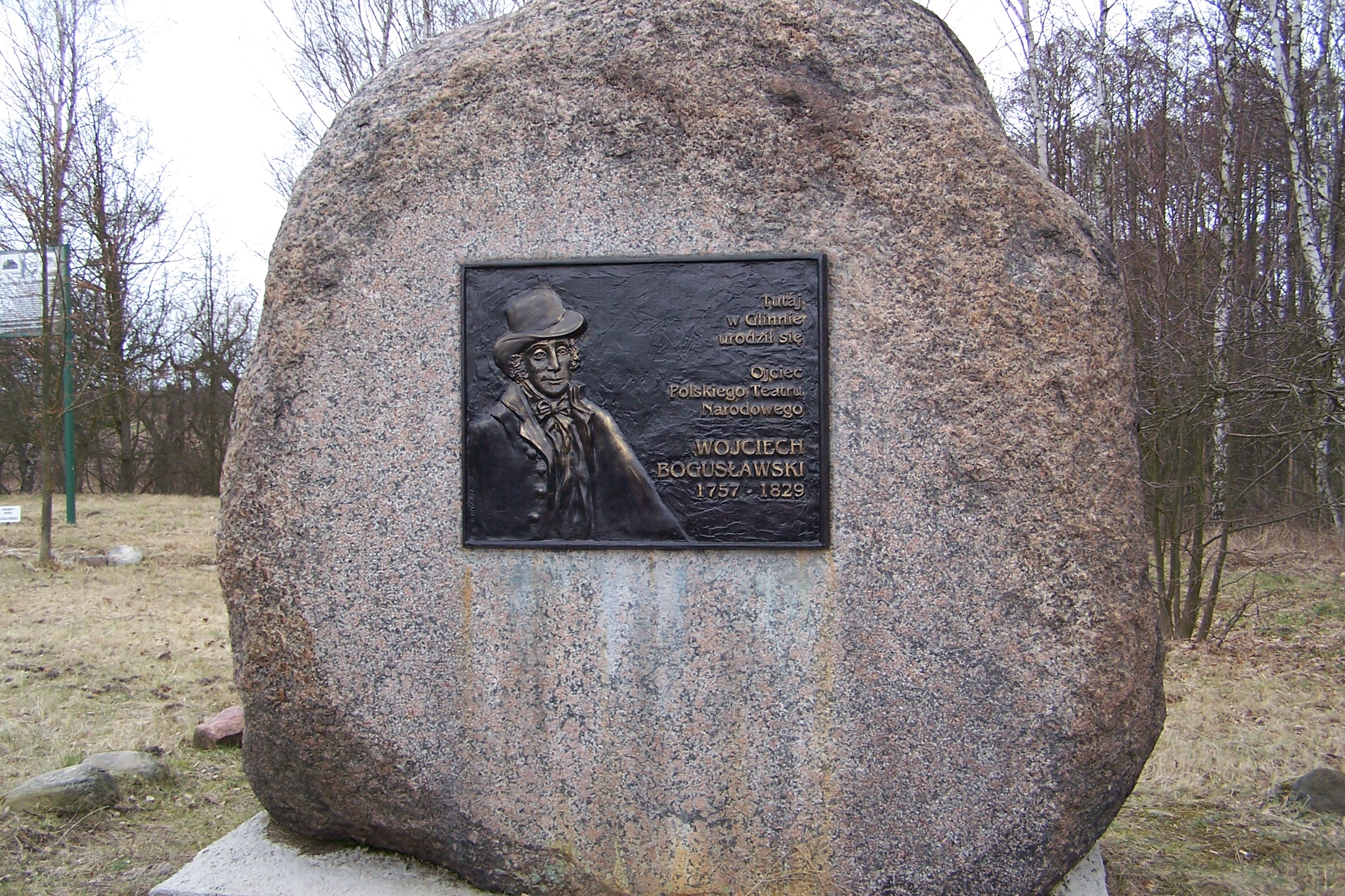
Tablica Wojciecha Bogusławskiego, Glinno

  - Pomnik "Bojownikom o wolność i niepodległość", Koło
  - Medal 600-lecia Opalenicy[3]
- 1997
  - Medal Okolicznościowy – Milenium Męczeńskiej Śmierci św. Wojciecha, Gniezno
  - Medal 200 lat Mazurka Dąbrowskiego
- 2000
  - Medal Milenium Zjazdu Gnieźnieńskiego[4]
- 2002
  - Tablica upamiętniająca sarkofag Bolesława Chrobrego, Katedra Poznańska
- 2004
  - Tablica Napoleona Bonaparte upamiętniająca pobyt w Poznaniu, na murze Kolegiaty
  - Tablica Tadeusza Ruge, Cmentarz Zasłużonych Wielkopolan
  - Tablica Wojciecha Bogusławskiego, Glinno, gm. Suchy Las k/Poznania
- 2005
  - Pomnik Ofiar II Wojny Światowej, Poznań Junikowo
  - Pomnik Jana Pawła II, Junikowo Poznań
  - Tablica Romana Dmowskiego, Poznań
- 2006
  - Tablica dr. prof. Stefana Tytusa Dąbrowskiego, Puszczykowo
- 2007
  - Tablica Ofiar Tajnego Sztabu Wojskowego w okresie II wojny światowej, Poznań
  - Medal Wojciecha Bogusławskiego - 250. rocznica urodzin
  - Realizacje sakralne – Tuchorza, Wolsztyn, Poznań, Licheń Stary, Dobiegniew – „Ołtarz Żołnierzy Września - Woldenberczyków”, Dolsk, Połajewo, Wojnowice
- 2013
  - Tablica Edwarda hr. Raczyńskiego na starym gmachu Biblioteki Raczyńskich (inicjatywa Fundacji Rozwoju Miasta Poznania, finansowana przez UWI Inwestycje), Poznań[5]
  - Pomnik pomocy Węgrom w Poznaniu, dworzec kolejowy Poznań Główny
- 2016
  - Tablica Jarosława Ziętary przy ul. Kolejowej w Poznaniu[6]
- 2017
  - Ławeczka Klemensa Mikuły w Poznaniu[7]

## Nagrody i wyróżnienia
- 1992
  - – Brązowy medal – Ogólnopolska Wystawa Rzeźby, Galeria ZAR - Warszawa
- 1994
  - – Grand Prix Salonu Zimowego Rzeźby - Galeria ZAR – Warszawa[8]
  - - Wyróżnienie Międzynarodowego Konkursu Centro Dantesco – Rawenna
- 1997
  - – Złoty medal Salonu Wiosennego Rzeźby - Warszawa[9]
- 1997–1998
  - – Stypendysta Ministerstwa Kultury i Sztuki
- 1998
  - – Nagroda Prezydenta Miasta Szczecina, „Ekologium”, wystawa ogólnopolska
- 2000
  - - I nagroda i realizacja w Ogólnopolskim Konkursie na Rzeźbę Plenerową – Ostrów

## Ciekawostki
- Artysta z myślą o osobach niewidomych stworzył o wymiarach 80 na 80 cm trójwymiarową, metalową makietę Starego Rynku w Poznaniu, którą jesienią 2010 zamontowano na specjalnym stole w jego południowo-zachodnim narożniku. Zawiera ona opisy poszczególnych budowli alfabetem Braille’a[10],
- Dzięki niemu makietę stadionu w Poznaniu mogą dokładnie poznać osoby niepełnosprawne. Po raz pierwszy dokonały dotknięcia makiety z wizerunkiem Starego Rynku 15 października 2010 r. w Międzynarodowym Dniu Białej Laski[11],
- Z okazji 75. rocznicy urodzin Romana Wilhelmiego, jednemu ze skwerów w centrum Poznania nadano imię aktora. W czasie tej uroczystości pojawiła się inicjatywa postawienia na skwerze pomnika z jego popiersiem. Pomnik według projektu Romana Kosmali odsłonięto 3 listopada 2012[12].